# Maria Ascensão Fernandes Teixeira
Maria Ascensão (Camacha, Madeira, 13 de maio de 1926 - Camacha, 18 de março de 2001), de nome completo Maria Ascensão Fernandes Teixeira, também conhecida como “Loura da Camacha”, integrou Grupo de Folclore da Casa do Povo da Camacha durante muitos anos, tornando-se uma das referências do folclore madeirense, como bailadora, cantora, dirigente e formadora de novos elementos.

## Biografia
Nasceu a 13 de maio de 1926 na Camacha, freguesia rural da Ilha da Madeira, onde acabaria por viver toda a sua vida, tornando-se a grande dinamizadora do Grupo Folclórico durante mais de 50 anos.
Durante os primeiros anos frequentou a escola primária da Camacha até à 4ª classe, o ensino oficial da altura, e aprendeu bordado Madeira e crochet. Mais tarde tirou um curso de costura na Casa do Povo da Camacha e chegou a ser professora de corte e costura, além de modista, em especial de vestidos de noiva.
Mas desde muito cedo demonstrou interesse pelas atividades artísticas. Aos 7 anos participou num Auto de Natal, no qual representou e cantou. A partir dos 9 anos, e durante 4 anos, passou a acompanhar a orquestra popular da freguesia da Camacha na visita das insígnias do Espírito Santo pela freguesia. Esta participação tornou-a conhecida junto das populações locais e permitiu-lhe mostrar o seu lado alegre e sorriso contagiante, características que ainda hoje são recordadas.
Aos 22 anos foi convidada a entrar para o Grupo de Folclore da Casa do Povo da Camacha, ao qual dedicou a sua vida, tornando-se o rosto do grupo e uma imagem de marca do folclore Madeirense.
Mais tarde casa com Abel Policarpo de Freitas que também integrava o mesmo grupo. Na década de 60, o casal acabou por assumir a responsabilidade da direção da coletividade. Durante os 42 anos em que foram dirigentes, o grupo folclórico deu a conhecer ao país e ao mundo a cultura popular madeirense. Nas entrevistas e atuações, Maria Ascensão era a imagem da mulher rural madeirense, e uma embaixadora da Ilha da Madeira, das suas danças e costumes.
Faleceu aos 75 anos. Segundo o seu desejo, foi sepultada vestida com o traje tradicional do grupo.
Durante a sua vida a Secretaria de Turismo e Cultura e Governo Regional da Madeira atribuíram-lhe várias distinções e também foi homenageada, a título póstumo, sendo criada em sua memória a Gala Internacional do Folclore Maria Ascensão, com o objetivo de ser uma grande festa da música, dança e cultura insular.
Datas importantes
1926 (13 de maio): Nascimento.
1933: Representa e canta no Auto de Natal.
1935 (durante 4 anos): Acompanha a orquestra popular da Camacha na visita das insígnias do Espírito Santo.
1949: Integra o Grupo de Folclore da Casa do Povo da Camacha.
1949: Foi entrevistada e fotografada pela revista Século Ilustrado (Lisboa).
1949: Participação no Grande Concurso Internacional de Danças de Madrid (2º lugar)
1950: Participação no documentário “Pérola do Atlântico” de Artur Agostinho e João Villaret.
1951: Atuação em Espanha (Biarritz, Saragoça, Madrid) e Portugal (Lisboa).
1951: Participação no documentário “Madeira Story”, realizado por Horace Zino.
1951: Referência num artigo na revista “Flama” sobre a importância do Grupo Folclórico da Camacha, na propaganda dos Costumes da Madeira.
1954: Participação na Festa da Primavera (Funchal).
1955: Participação no festival internacional do País de Gales (Inglaterra),
1956: Participação num evento etnográfico em Braga.
1957: Casou com Abel Policarpo de Freitas.
1962: Participação no Festival Internacional de Folclore realizado pela Estoril–Sol (Portugal).
1965: Atuação em Joanesburgo (África do Sul).
1971: Digressão Europeia.
1973: Digressão aos Estados Unidos da América.
1977: Digressão na África do Sul.
1978: Digressão na Venezuela,
1984: Integra a comissão de recuperação do ritual da Festa do Espírito Santo.
1985: Homenageada pela Secretaria de Turismo e Cultura.
1991: Homenageada pelo Presidente do Governo Regional da Madeira.
1995: Gravação do CD-Audio a solo (Nº1 – Maria Ascensão Teixeira (Camacha) – Recolhas Xarabanda.
2001: Falecimento.
2002: Homenageada a título póstumo. Criada a Gala Internacional do Folclore Maria Ascensão.